# Norwegian Air International

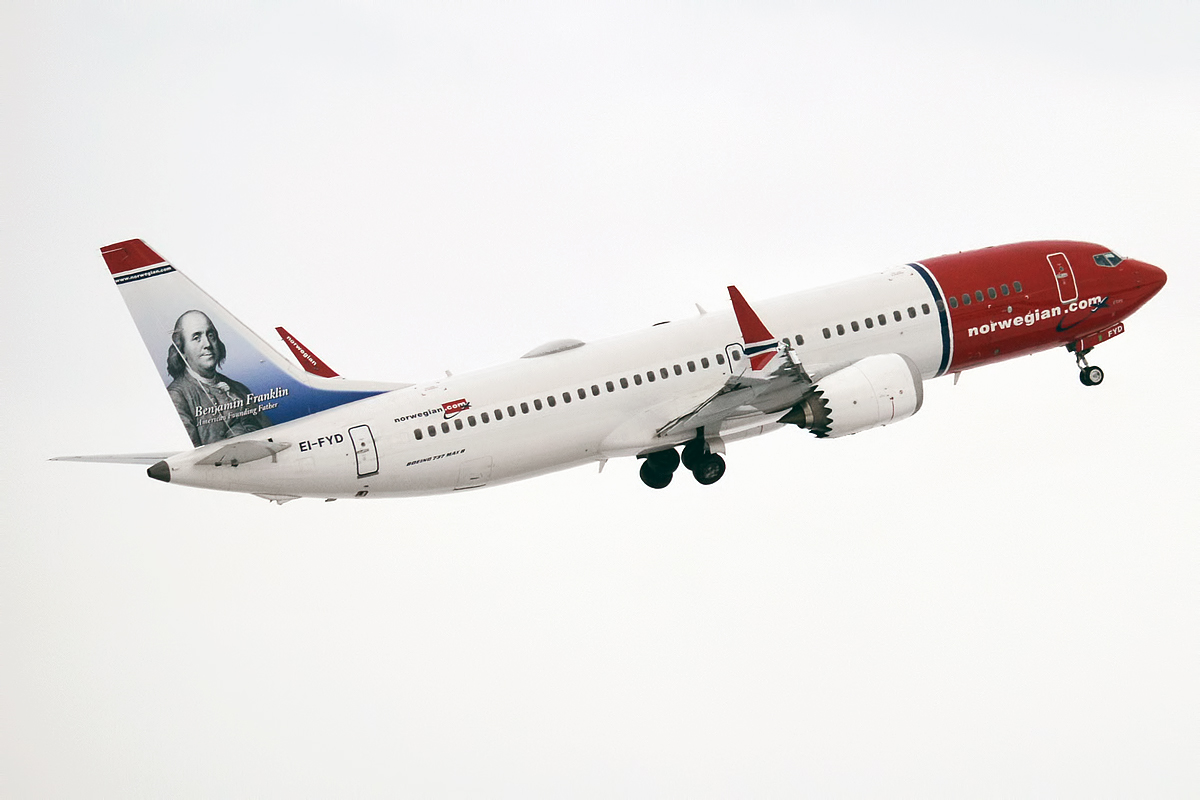
Boeing 737 MAX 8 Norwegian Air International

Norwegian Air International é uma aviação baixo custo da República da Irlanda criado pela Norwegian Air Shuttle. Criada em fevereiro de 2014, opera aeronaves Boeing 737-800 e Boeing 737 MAX 8 com serviço regular na Europa. Desde 2017, também oferece serviços entre a Europa e destinos na costa leste dos Estados Unidos, incluindo Nova York e Rhode Island.

## Frota
Em 27 de novembro de 2018 a frota da NAI tinha 66 aviões:
| Aeronave           | Total | Pedidos | Passageiros | Passageiros                     | Passageiros                     | Passageiros                     |
| Aeronave           | Total | Pedidos | J           | Y+                              | Y                               | Total                           |
| ------------------ | ----- | ------- | ----------- | ------------------------------- | ------------------------------- | ------------------------------- |
| Boeing 737-800     | 57    | —       | 186         |                                 |                                 |                                 |
| Boeing 737 MAX 8   | 9     | —       | 189         |                                 |                                 |                                 |
| Total de aeronaves | 66    |         |             | Atualizado: 27 de novembro 2018 | Atualizado: 27 de novembro 2018 | Atualizado: 27 de novembro 2018 |

## Ligações Externas
- Pagina oficial da Norwegian Air International